# 聖梅多迪烏斯峰

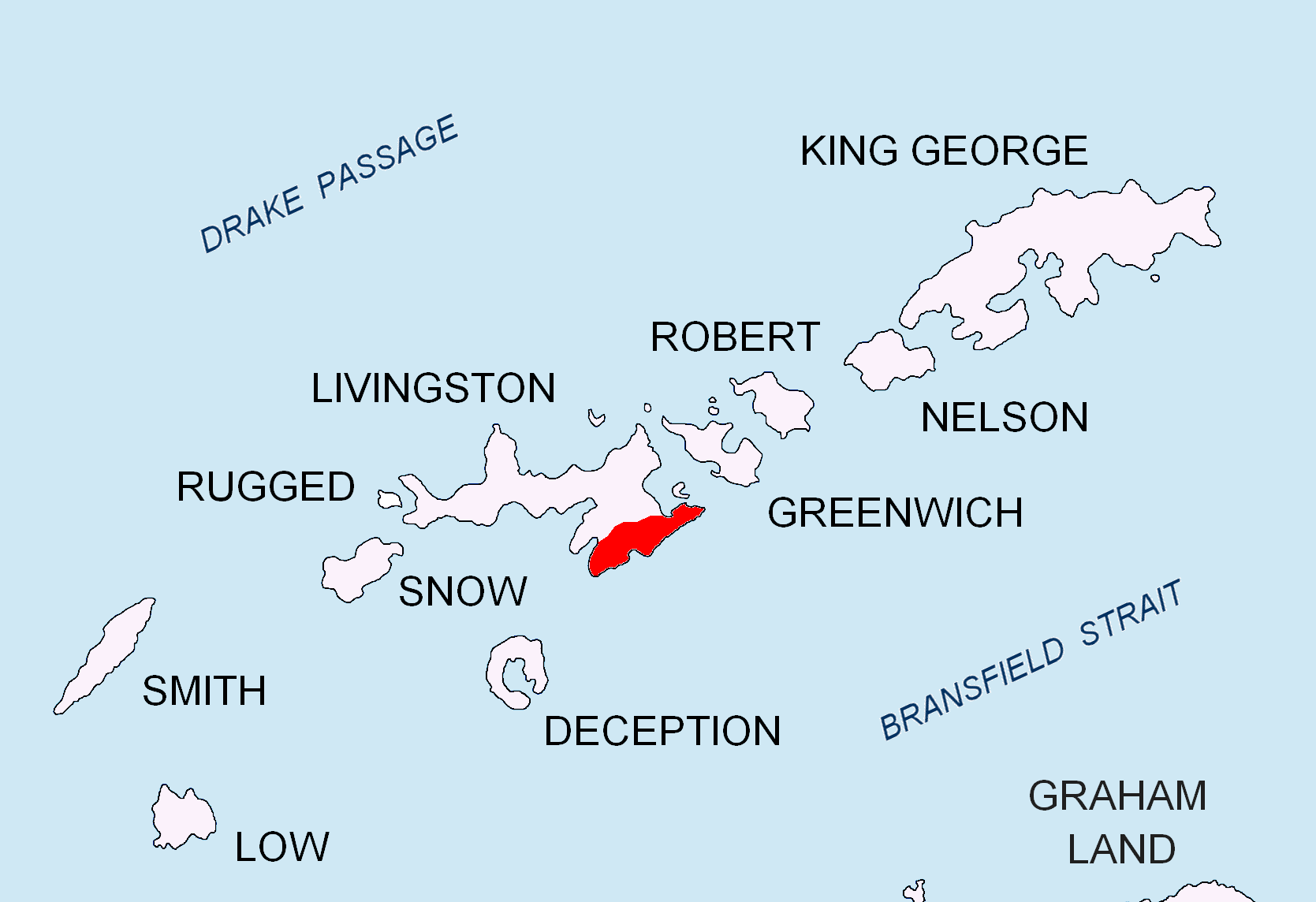

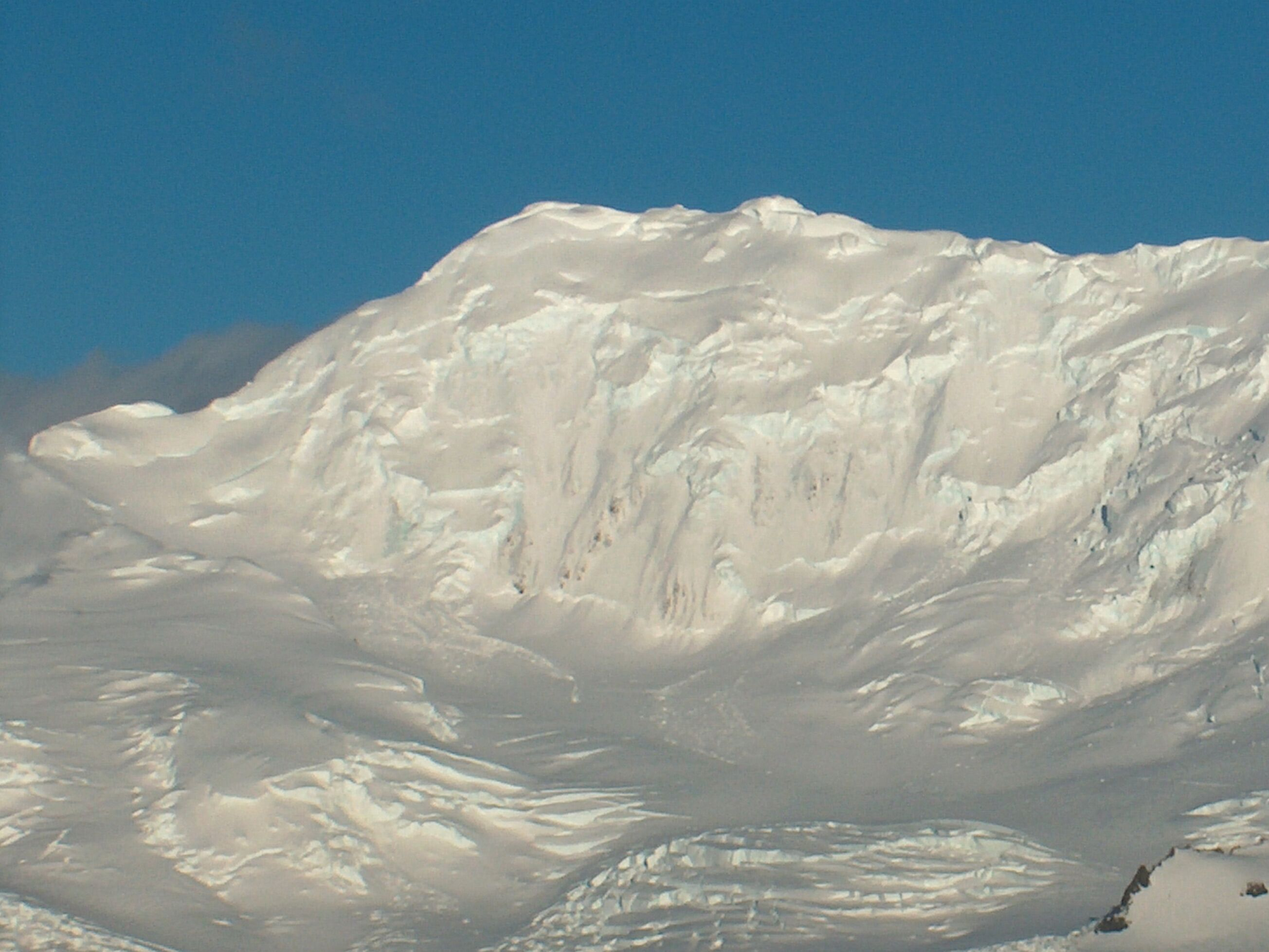

聖梅多迪烏斯峰（英語：St. Methodius Peak）是南極洲的山峰，位於南設得蘭群島的利文斯頓島，屬於弗里斯蘭嶺的一部分，海拔高度1,180米，處於弗里斯蘭山西南面5.89公里、聖西里爾峰西南面1.97公里、傑拉角面北面3.24公里、卡內蒂峰以東3.83公里和內皮爾峰東南面6.37公里。

## 外部連結
- SCAR Composite Gazetteer of Antarctica（页面存档备份，存于）.

62°42′57″S 60°14′47″W / 62.71583°S 60.24639°W